# هريستو يانيف
هريستو يانيف (بالبلغارية: Христо Янев)‏ (4 مايو 1979 بكازنلاك في بلغاريا - ) هو مدرب كرة قدم ولاعب كرة قدم بلغاري في مركز الهجوم. شارك مع منتخب بلغاريا لكرة القدم. أما مع النوادي، فقد لعب مع سسكا صوفيا وسلافيا صوفيا ونادي بانيتوليكوس ونادي بيروي ستارا زاغورا ونادي غرونوبل ونادي ليتكس لوفتش.

## وصلات خارجية
- هريستو يانيف على موقع قاعدة بيانات كرة القدم.إي يو (الإنجليزية)
- هريستو يانيف على موقع ناشيونال فوتبول تيمز (الإنجليزية)
- هريستو يانيف على موقع Soccerway.com (الإنجليزية)
- هريستو يانيف على موقع عالم كرة القدم.نت (الإنجليزية)